# To kvinder (film fra 2001)
|  | Denne artikel er oprettet af botten Steenthbot ud fra en ekstern database. Den kan derfor have sproglige fejl eller mangler. Denne skabelon kan fjernes efter kontrol af indholdet. |

 For alternative betydninger, se To kvinder. (Se også artikler, som begynder med To kvinder)
To kvinder er en dansk kortfilm fra 2001 instrueret af Amir Rezazadeh og efter manuskript af Lotte Tarp og Amir Rezazadeh.

## Handling
Karima er en ung indvandrerpige, der får anvist arbejde som hjemmehjælper hos en ældre dansk kvinde - Elisabeth. For den musikelskende Elisabeth bliver det et møde med forbehold, men da Karima viser sig at være et naturtalent på klaver, og udelukkes herfra, idet hun skal indgå et arrangeret ægteskab, træder Elisabeth i karakter. De to kvinder mødes!

## Medvirkende
- Bodil Kjer, Elisabeth
- Fadime Turan, Karima
- Jens Jørn Spottag